# Kjaroskuro
Kjaroskuro (talijanski: chiaroscuro, svjetlo-tamno) je u širem smislu raspored svjetla i sjene na slici ili u užem – tehnika prikazivanja, u likovnim umjetnostima, pri čemu svjetlo postupno prelazi u sjenu u želji da se stvori iluzija trodimenzionalnih predmeta u prostoru ili atmosferi.
Kjaroskuro, iako prisutan u djelima nepoznatih antičkih umjetnika, u slikarstvu se javlja s Giottom koji je koristio tamne i svijetle boje kako bi modelirao (dao im dubinu i opipljivost) nacrtane oblike i prostore. Od tada je kjaroskuro prepoznatljiva odlika zapadne umjetnosti, za razliku od tradicija dekorativnog plošnog prostora u azijskoj umjetnosti. Majstori ranorenesansnog slikarstva (Masaccio, Fra Angelico i Fra Filippo Lippi) su unaprijedili kjaroskuro oblikujući predmete u prostoru s još većim rasponom tonova. Leonardo da Vinci je otišao korak dalje stvarajući suptilne prijelaze od jake tame ka jakom svjetlu i obratno, nazvane sfumato. Slavni mletački slikari Giorgione i Tizian su potpuno potčinili liniju boji i nagovještavali kompozicijsko jedinstvo otvorenom atmosferom dominantnih tonova nagovještavajući tenebrizam.
Tenebrizam je način slikanja izrazito jakog kjaroskura, tj. velikih kontrasta svjetla i sjene. Prvi tenebristi bili su inpirirani djelima Caravaggia koji je bio poznat po svojim tzv. „tamnom manirom“ slikanja u kojoj su se likovi rastapali u pozadinskoj dubinskoj sjeni. Jaki kontrasti su dovodii do dramatičnih, skoro teatralnih djela u skladu s baroknim pretjerivanjem. Tenebristi i njihovi sljedbenici su bili iznimno zainteresirani za karakteristike osvjetljenja, prije svega na način na koji svjetlost utječe na raspoloženje i odraz emocija. Udaljavali su se od standardnog osvjetljenja smještajući izvor svjetlosti na neobična mjesta, time stvarajući neočekivane vizualne i prostorne efekte. Za umjetnike poput Rembrandta ovi efekti su bili sredstvo kreativnosti i on je često koristio izvore svjetlosti izvan slike kako bi naglasio emocije na djelu.
Kasnije je tamni način slikanja evoluirao u blijedo, muljevito i monotono slikarstvo koje je obilježilo slikarstvo 19. stoljeća.